# Тардитс, Ричард
Ричард (Ришар) Тардитс (англ. Richard Tardits, родился 30 июля 1965 года в Байонне) — американский регбист, выступавший на позиции фланкера, и игрок в американский футбол французского происхождения, выступавший на позиции лайнбекера за клуб «Нью-Ингленд Пэтриотс». Выступал на студенческом уровне за команду университета Джорджии, был обладателем рекорда по числу сэков в команде университета до того, как этот рекорд был перебит в 2004 году Дэвидом Поллаком.

## Игровая карьера

### Регби
Свою игровую карьеру в регби Тардитс начинал на позиции игрока третьей линии в клубе «Биарриц Олимпик». В 1985 году он попал в юниорскую сборную Франции по регби. Параллельно карьере в НФЛ Тардитс выступал за регбийный клуб «Мистик Ривер», с которым вышел в финал национального первенства. В 1995 году выступал за клуб «Пари Юниверсите» под руководством Даниэля Эрреро.
За сборную США он выступал в 1993—1999 годах, сыграв 24 матча и набрав 10 очков. Дебютную игру провёл 2 октября 1993 года против сборной Австралии (Australia XV) в Риверсайде, последний матч сыграл 9 октября 1999 года против Румынии в Дублине. Провёл два матча на чемпионате мира 1999 года. В 1997 году он выступал со сборной по регби-7 на чемпионате мира в Гонконге, на котором сборная США выиграла Чашу (малый приз), победив в финале розыгрыша Японию со счётом 40:28.

### Американский футбол
По повелению своего отца Мориса Ричард отправился учиться по обмену в университет Джорджии, где он выступал играл за клуб по американскому футболу «Джорджия Буллдогз» на позиции лайнбекера. В 1989 году в 5-м раунде драфта НФЛ он был выбран клубом «Финикс Кардиналс» (номер 123).. Параллельно он спонсировал любительскую команду по американскому футболу в Биаррице.
С 1990 по 1992 годы Тардитс сыграл 27 матчей за «Нью-Ингленд Пэтриотс» (в том числе 16 в 1991 году), отметившись одним подобранным фамблом. По его словам, руководство НФЛ потребовало от Тардитса оформить американское гражданство, поскольку клубам НФЛ попросту запрещалось приглашать формально иностранных граждан.

## После регби
После регби Тардитс комментировал Супербоул на французских телеканалах Canal+, France 2 и W9.
В 2014 году Тардитс участвовал в муниципальных выборах в Биаррице.
Супруга — британка Джоанна. Дети — Шарлотт, Сэм и Элоди. Сэм (родился в 2000 году в Атланте) занимается американским футболом, играл за клуб «Кларк Сентрал Гладиэйторс».